# Теленеделя
«Теленеделя» — всеукраинский и всероссийский еженедельный журнал, основанный президентом UMH group Борисом Ложкиным в 1994 году в Харькове. Выходит еженедельно в Москве (до июня 2019 года), Самаре, Екатеринбурге, Перми, Новосибирске, Нижнем Новгороде, Челябинске, Казани, Волгограде, Краснодаре, Ростове-на-Дону, Красноярске, Сургуте, Нижневартовске, Днепре, Донецке, Запорожье, Киеве, Луганске, Львове, Одессе и Харькове. В пиковый период совокупный тираж журнала достигал 1,3 млн экземпляров.

## История в Украине
Первый номер «Теленедели» вышел 21 октября 1994 года в Харькове на 16 чёрно-белых полосах формата А3. В 1995 году «Теленеделя» начала выход ещё в трёх областях Украины: в апреле — в Запорожье, в мае — в Киеве, в июне — в Днепропетровске. Затем, в 1996 году «Теленеделя» вышла в Донецке, Одессе и Крыму, в 1997 году — в Луганске, с 1999 года «Теленеделя» выходит и во Львове.
Особенностью «Теленедели» на украинском рынке периодических изданий, в частности, ТВ-гайдов, является то, что с самого начала все региональные выпуски использовали материалы центральной редакции и поэтому были вне конкуренции со стороны местных региональных изданий с телепрограммой. В то же время, в отличие от общенациональных изданий, «Теленеделя» содержала телепрограмму, адаптированную к потребностям соответствующего региона.
Формат издания — эксклюзивные интервью со звёздами шоу-бизнеса, фоторепортажи со знаменитостями, специальные проекты с их участием. В 2004 году журнал «Теленеделя» учредил народную премию «Телезвезда» — общенациональный рейтинг телепродуктов и телеперсон, когда победители определяются в результате голосования телезрителей. Впервые премия была вручена в 2004 году.
Первым главным редактором был Игорь Магрилов, заместителем главного редактора - Александр Золотько, затем журнал «Теленеделя Украина» возглавляли Елена Скачко, Алёна Турлова-Осипенко. С декабря 2011 года пост главного редактора занимала Татьяна Яицкая, в апреле 2015 года журнал возглавила Людмила Козаренко. В 2018 году главным редактором сайта украинской «Теленедели» tv.ua назначен Александр Кива.

## История в России
В России журнал «Теленеделя» появился в 2005 году, первым городом его издания стала Самара. Затем журнал стал выходить в Воронеже, Екатеринбурге, Омске, Красноярске и ряде других городов. В Москве первый номер журнала «Теленеделя» увидел свет 3 октября 2007 года.
С первого же номера российская «Теленеделя» наполнялась исключительно собственным, эксклюзивным контентом, произведённым московской редакцией. Материалы украинского выпуска в российском журнале «Теленеделя» не использовались.
С момента появления журнала «Теленеделя» в России работа региональных редакций, осуществлявших выпуск журналов в регионах, строились централизованно. Подавляющее большинство материалов для региональных выпусков производились в Москве центральной редакцией, наполнение и оформление региональных выпусков строго регламентировалось и контролировалось. Однако телепрограмма в журнале каждого города, как и в украинском издании, корректировалась и содержала набор каналов, доступных массовому зрителю в данном регионе. Также в журналах публиковались афиши основных культурных событий, происходящих в городах издания журнала.
Начиная с 2012 года московская редакция также стала активно развиваться сайт tele.ru. Помимо всех материалов журнала здесь оперативно публикуются новости из мира шоубизнеса, кино и телевидения, материалы по психологии отношений, о здоровом образе жизни, публикуется афиша всех наиболее значимых культурных мероприятий.
Первым главным редактором российского журнала «Теленеделя» была Анна Бурашова, ныне возглавляющая журнал Marie Claire. В 2011 году редакцию возглавила Наталья Окулова, с 2015 года главным редактором журнала «Теленеделя» и сайта tele.ru является Александр Лукьянов.
По данным TNS Russia, аудитория «Теленедели» в России в декабре 2015 года — марте 2016 года составила 3,1 млн человек.

## Структура управления
Учредителем журнала «Теленеделя» являлась мультимедийная компания UMH (United Media Holding), управление бизнесом в России осуществлялось издательским домом «Популярная пресса». Помимо журнала «Теленеделя» ИД «Популярная пресса» издавал в России известный ещё с 1960-х годов журнал «Футбол. Хоккей», а также линейку изданий для женщин «Истории из жизни», «Успехи и поражения», «Истории про любовь», «Линия судьбы» (редактором последнего несколько лет являлся известный иллюзионист Сергей Сафронов).
В 2015 году арбитражный суд ввёл процедуру наблюдения в ИД «Популярная пресса» и её дочерних компаний ООО «Теленеделя» и ООО «Футбольное агентство» из-за поданного со стороны кредиторов заявления о банкротстве и требований объёмом 70 млн рублей. В середине 2015 года все эти активы были перерегистрированы на ООО «ТН-Столица», как следует из реестра Роскомнадзора.
5 июня 2019 года вышел последний номер московской «Теленедели», после чего выпуск журнала «Теленеделя» в Москве по решению учредителя и издателя в лице ООО «ТН-СТОЛИЦА» был официально приостановлен из-за финансовых трудностей. В ряде других городов России журнал продолжает выходить. Сайт tele.ru продолжает работу, но с периодическими перерывами.